# Каш, Рита
Рита Каш (Каш-Фромм; венг. Kas Rita; род. 8 октября 1956) — немецкая шахматистка, международный мастер (1984) среди женщин.
В составе сборной Венгрии участница двух Олимпиад (1978, 1984). На 8-й Олимпиаде (1978) в Буэнос-Айресе  команда заняла 2-е место.